# Alexandra Hay
Alexandra Hay (Los Angeles, 24 luglio 1947 – Los Angeles, 11 ottobre 1993) è stata un'attrice e modella statunitense.

## Biografia
Nacque a Los Angeles e frequentò la Arroyo High School di El Monte, in California.
Iniziò la carriera di modella nei primi anni '60, tramite il suo agente William Adrian. A 15 anni fu lanciata come "American Beauty" per il numero di maggio-giugno 1963 della rivista bimestrale DIG.
Dopo aver perso la madre nel 1963 si trasferì in Europa, segnatamente a Londra.
Apparve per la prima volta come attrice in un episodio di The Monkees, intitolato "Monkee Mother" (episodio 27, trasmissione originale 20 marzo 1967). La sua carriera fu costellata di piccoli ruoli: la si ricorda soprattutto nel film  Indovina chi viene a cena.
Interpretò il ruolo di Jean Harlow nella controversa commedia di Michael McClure The Beard.
Fu scelta dalla Hollywood Foreign Press Association come Miss Golden Globe per la cerimonia dei Golden Globe Awards del 1968.
Fu immortalata da Mario Casilli in un servizio fotografico della rivista Playboy del febbraio 1974 intitolato "Alexandra the Great".
Morì nel 1993 all'età di 46 anni, di cardiopatia arteriosclerotica . Venne poi cremata e le sue ceneri furono disperse al largo della costa di Marina del Rey, in California .

## Filmografia parziale

### Cinema
- Indovina chi viene a cena? (Guess Who's Coming to Dinner), regia di Stanley Kramer (1967)
- L'imboscata (The Ambushers), regia di Henry Levin (1967)
- Uffa papà quanto rompi! (How Sweet It Is!), regia di Jerry Paris (1968)
- Skidoo, regia di Otto Preminger (1968)
- L'amante perduta (Model Shop), regia di Jacques Demy (1969)
- La macchina dell'amore (The Love Machine), regia di Jack Haley Jr. (1971)
- 1000 Convicts and a Woman, regia di Ray Austin (1971)
- How to Seduce a Woman, regia di Charles Martin (1974)
- How Come Nobody's on Our Side? (1975)
- That Girl from Boston (1975)
- The One Man Jury, regia di Charles Martin (1978)

### Televisione
- Missione impossibile (Mission: Impossible) - serie TV, episodio 4x01 (1969)
- Le strade di San Francisco (The Streets of San Francisco) - serie TV, episodio 3x10 (1974)